# Encyclopedia of Life
Encyclopedia of Life (EOL; română Enciclopedia Vieții) este o enciclopedie liberă, online, colaborativă, destinată să documenteze toate cele 1,9 milioane de specii în viață cunoscute științei. El este compilat din baze de date existente și prin contribuția experților și „non-experților” din lumea întreagă. Este orientat spre a construi pagini „extensibile fără limită” pentru fiecare specie, incluzând materiale video, audio, imagini, grafice, precum și text. Suplimentar, Encyclopedia incorporează conținut din Biodiversity Heritage Library, care digitalizează milioane de pagini a literaturii tipărite din bibliotecile istorice naționale majore din lumea întreagă. Proiectul a fost susținut inițial de un angajament de 50 de milioane dolari SUA ca finanțare, condus de MacArthur Foundation și de Sloan Foundation, care au oferit 20 de milioane $ și 5 milioane $, respectiv. Celelalte 25 de milioane $ au venit de la cinci instituții de bază - Field Museum, Universitatea Harvard, Marine Biological Laboratory, Missouri Botanical Garden și Smithsonian Institution. Proiectul a fost inițial condus de Jim Edwards și dezvoltat de către David J. Patterson. În prezent instituțiile participante și donatori individuali continuă să sprijine EOL prin contribuții financiare.
EOL a fost lansat pe 26 februarie 2008 cu 30.000 de înregistrări.